# Méthode-Dominique Trčka
Dominik Trčka (né le 6 juillet 1886 et mort le 23 mars 1959), également connu sous son nom religieux Méthode-Dominique, est un prêtre catholique romain tchèque de l'ordre des Rédemptoristes,,. Martyr du régime communiste de Tchécoslovaquie, il est vénéré comme bienheureux par l'Église catholique.

## Biographie
Dominik Trčka naît en 1886 à Frýdlant nad Ostravicí en actuelle République tchèque, le dernier des sept enfants de Tomas Trčka et Frantiska Sterbova. 
Il entre au noviciat rédemptoriste de Bilsko en Pologne en 1902 et fait profession le 25 août 1904 avant de retourner à Obořiště dans sa patrie afin de pouvoir poursuivre des études philosophiques et théologiques nécessaires à l'ordination. Le 17 juillet 1910, il reçoit son ordination sacerdotale à Prague du cardinal Lev Skrbenský z Hříště. Il passe quelque temps engagé dans des missions paroissiales, mais en 1919, il est envoyé pour servir les catholiques grecs à Halič en Slovaquie pendant qu'il étudiait le rite oriental à Lviv. Les catholiques de rite oriental étant souvent négligés, Trčka travaille pour redresser la situation et l'une de ses réalisations les plus importantes est l'organisation à Michalovce d'un couvent pour les rédemptoristes de rite oriental. Pendant la Première Guerre mondiale, il s'occupe des Slovènes et des Croates ainsi que des blessés de l'hôpital de Pribram. En 1935 - lorsque les communautés rédemptoristes de la région sont réorganisées - il est nommé vice-provincial des rédemptoristes byzantins. 
Avec la prise de contrôle communiste de la Tchécoslovaquie vient une période de persécution religieuse, et en 1950 les communautés religieuses sont supprimées. Le soir du 13 avril 1950 (qui se trouvait être le Jeudi Saint), il est arrêté avec plusieurs autres Rédemptoristes. Il est jugé le 21 avril et accusé d'avoir tenté d'obtenir de faux papiers pour fuir le pays. Il est condamné à 12 ans de prison et pendant son incarcération subit la torture. Selon un de ses confrères libéré, les religieux étaient soumis à une lumière intense en permanence. 
Le 23 mars 1959, il décède à 9h des suites d'une pneumonie, après avoir été placé en isolement cellulaire comme punition pour avoir chanté des chants de Noël en 1958. Il est enterré à la prison, mais le 17 octobre 1969 ses restes sont exhumés et placés dans le caveau rédemptoriste de Michalovce,. 

## Béatification
Le procès en béatification commence à Prešov dans le cadre d'un processus diocésain achevé en 2001 ; l'introduction officielle a lieu le 6 mars 2001 après que la Congrégation pour les causes des saints a fait de lui un serviteur de Dieu. Les théologiens l'approuvent le 6 avril 2001, tout comme la CCS le 23 avril. Jean-Paul II confirme que Trčka est mort par haine de sa foi le 24 avril 2001 et le pape le béatifie sur la place Saint-Pierre le 4 novembre 2001. 
Le postulateur actuel de cette cause est le prêtre rédemptoriste Antonio Marrazzo. 